# 張楠
張 楠（チョウ ナン1986年4月30日-）は、中国北京出身の女子体操選手。身長148cm 体重39kg。
世界体操選手権にこれまで2002年、2003年、2005年、2006年出場している。中国の女子選手として世界体操選手権及びオリンピックのそれぞれでメダルを獲得した最初の選手である。
2002年の東アジア競技大会で団体、個人総合、段違い平行棒、ゆかで金メダルを獲得した。2003年の世界体操選手権では個人総合で銅メダルを獲得、世界体操選手権での中国の女子選手として初めてのメダリストとなった。アテネオリンピックの種目別決勝では落下する失敗があり0.5点減点されたため9.237で6位、団体では7位の成績を残した。2005年の東アジア競技大会では個人総合で金メダルを獲得、同年の世界体操選手権では怪我のため個人総合を棄権したが平均台で4位となった。2006年の世界体操選手権では中国代表として4種目全てに出場、団体予選アメリカに次いで2位となり、決勝では中国女子の初優勝に貢献した。2006年アジア競技大会では中国女子の団体7連覇の原動力となり平均台では同僚選手に金メダルを譲ったものの残り3種目は全て金メダルを獲得した。その後、2007年の世界体操選手権の代表に落選し、北京オリンピック出場を目指していたが出場することはかなわず現役を引退した。
2014年に同じ中国の体操選手である滕海浜と結婚した。